# La Cocumella
La Cocumella (attualmente Grand Hotel Cocumella) è un edificio storico del comune di Sant'Agnello ed una delle sue strutture alberghiere più antiche. Fa parte dei Locali storici d'Italia.

## Storia
Alla fine del Cinquecento, nel 1597, l'aristocratico sorrentino Gianvicenzo De Angelis decise di donare la proprietà – che allora comprendeva la villa con una terrazza a picco sul mare e una discesa privata, appunto denominata "la Cocumella" – ai Gesuiti, con lo scopo di adibire l'intero complesso a luogo di cura. De Angelis, con atto notarile del 14 agosto 1597, dotò la proprietà di una rendita e si prese l'onere di costruirvi un edificio, a patto di aprirvi una "scuola di grammatica". Alla fine dei lavori, i Gesuiti vi si installarono ed inaugurarono il complesso il 2 maggio 1637.
I Gesuiti avevano l'intenzione di insediarsi nella Penisola sorrentina dal 1557, ossia da quando il Rettore del Collegio di Napoli Cristoforo Mendoza informava il futuro Preposito Generale della Compagnia Diego Laynez dell'intenzione di fondare una struttura stabile, estensione del Collegio di Napoli e con lo scopo di curare i malati, approfittando che la città di Sorrento volesse affidare alla Compagnia la chiesa di San Antonio. L'occasione si presentò con la politica di fondazione di nuovi collegi di Roberto Bellarmino, provinciale di Napoli, e di Muzio Vitelleschi, rettore del Collegio Massimo di Napoli, che permise la fondazione dei nuovi collegi a Massa Lubrense (1603), a Castellammare di Stabia (1609) ed infine alla Cocumella.
La residenza di convalescenza dei chierici venne però poco frequentata a causa del lungo e difficoltoso viaggio da Napoli a Sorrento, pesante per i convalescenti dell'ordine, e della preferenza per l'altro ospizio per Gesuiti fondato da donna Maria Bermudez de Castro a Portici nel 1619. Le epidemie di peste e le rivolte che ebbero luogo nella Penisola sorrentina nel XVII secolo non facilitarono la vita de La Cocumella che venne usato come ricovero per padri infermi o come rifugio dal vescovo di Massa Lubrense, Giovan Vincenzo de Juliis, durante l'assedio di Sorrento da parte dei rivoltosi sostenuti dal duca di Guisa nel 1648. 
Solo nel 1705 il dotto gesuita padre Nicola Partenio Giannettasio (già professore di matematica nel collegio gesuita di Napoli), a causa della sua cagionevole salute, desiderò raggiungere quel luogo per beneficiare della sua posizione, assieme ad un folto gruppo di amici ed intellettuali. Nel 1708 Giannettasio fece erigere una chiesetta accanto all'antica torre che fu utilizzata come campanile della nuova chiesa (in epoca saracena, invece, essa serviva ad avvistare eventuali attacchi via mare) e nel lungo periodo di residenza nel collegio promosse la diffusione della cultura e degli insegnamenti religiosi fra i più poveri. Questi insegnamenti continuarono per opera dei Gesuiti anche dopo la morte del Giannettasio, avvenuta nel 1715.
Nel 1767 la proprietà cadde di nuovo in disuso, a seguito dell'espulsione dei Gesuiti dal Regno di Napoli: il complesso della Cocumella divenne proprietà dello Stato e fu utilizzato come convitto per gli orfani dei marinai del luogo e come scuola nautica. Il regolamento del Convitto della Cocumella venne completato nel novembre 1770 ed il marchese Berardo Galiani ne fu il primo Soprintendente. Da studioso di architettura, egli redasse immediatamente un resoconto dello stato dei luoghi per il ministro Tanucci, con delle proposte per migliorare la residenza al fine di ospitare gli alunni ed il personale della tenuta, che venne arredata con i mobili presi dall'ex-convento dei Gesuiti di Massa Lubrense. Il marchese Galiani diresse il Convitto fino alla sua morte, avvenuta nel 1774; fu seppellito nella chiesa del Convitto, come indica una lapide fatta mettere da Ferdinando IV. La scuola nautica chiuse i battenti nel 1777 e gli alunni vennero trasferiti al Convitto nautico di Napoli.
Messa in vendita, il re preferì non acquistare La Cocumella e nel 1789 la proprietà della struttura – meno della chiesa, che era ancora proprietà dello Stato nel 1791 e in uno stato di abbandono – passò a Pietro Antonio Gargiulo, che la acquistò per 10 800 ducati per farne una locanda atta ad ospitare i viaggiatori che percorrevano il Grand Tour. Furono i suoi eredi che la trasformarono nel lussuoso albergo che è oggi (salvo la breve parentesi offerta dalla Seconda Guerra Mondiale, in cui fu adibita a sede del Comando Inglese). Nel Dopoguerra, l'albergo viene trascurato dai proprietari e perse lustro, ma nel 1978 viene incaricato l'architetto Nino Del Papa di ristrutturare l'antica residenza; l'architetto finì per acquistare la proprietà e rilanciare l'attività alberghiera.
Negli anni l'albergo ha potuto vantare, oltre ad una storia secolare, anche la presenza di illustri ospiti, come Goethe, Andersen, Gioacchino Murat, il duca di Wellington, lo scrittore Francis Marion Crawford, il giornalista Lincoln Steffens e – in tempi più recenti – Moravia negli anni '30, Rita Levi-Montalcini ed il regista Mario Monicelli. Numerose leggende, infine, ruotano attorno all'Hotel Cocumella: in particolare, si narra che in un muro dell'albergo l'ultima amante di Shelley, Claire Jane Clairmont, nascose una teca che conteneva il cuore del poeta, avuto in dono da Byron, il quale a sua volta lo strappò dal corpo dell'amico affogato a Lerici.

## Origine del nome
Il nome di "Cocumella" potrebbe venire dalla ninfa Colomeide – come indicato da Nicola Giannettasio – oppure dalle "cuccume", vasi di terracotta usati per scaldare l'acqua che venivano prodotti in zona. Gennaro Gamboni invece ha proposto la teoria che il nome provenisse dalla famiglia Cocumella, originaria di Corfù.
La scrittrice inglese Mariana Starke, nel suo libro sui viaggi in Europa, parla invece di un vaso conservato all'epoca presso il pozzo e che si pensasse fosse usato per i riti di un tempio di Sorrento. Nel dialetto locale, la parola "cocumella" si riferiva quindi, secondo la Starke, all'"acqua lustrale" e quindi, per estensione, al vaso che la conteneva.

## Descrizione

Vista aerea dei primi anni '90

### Il chiostro
L'edificio principale venne realizzato fra il 1617 ed il 1637 da Benedetto Canale delle Città della Cava secondo i disegni del reverendo gesuita P. Provedi. La residenza è strutturata attorno ad un chiostro sul quale affacciava anche la chiesa. All'interno del cortile vi era un antico pozzo – ancora oggi visibile – costruito sul luogo dove in epoca romana sorgeva una cisterna atta a far confluire l'acqua proveniente dall'acquedotto del Formiello. 
Del 1708 data la cappella a croce greca, con volte a botte e cupola centrale e tre altari, fatta edificare dal gesuita Nicola Partenio Giannettasio e dedicata alla Vergine Maria. Il pittore gesuita Sebastiano Triverio era stato ingaggiato per realizzare due quadri da sistemare nelle cappelle laterali, mentre il quadro dell'Annunciazione  del 1723, sopra l'altare maggiore, è dovuto a Giuseppe Castellano. L'altare maggiore è barocco, realizzato con marmi policromi e porta lo stemma della Compagnia di Gesù. Il suolo è in maioliche policrome.

### Il giardino
Il terreno de La Cocumella, era, sin da prima della vendita ai padri gesuiti, adibito ad orto. Venne rimaneggiato nel XIX secolo secondo il gusto romantico, sostituendo alle piante di vite e alle altre coltivazioni una risistemazione con viali, pergolati, prati e fioriere. Nel 1892, veniva descritto come "un giardino fiorito e un vasto aranceto e limoneto". Il giardino si estende dall'ingresso della residenza fino ad una terrazza a strapiombo sul mare.

### Le grotte
All'altezza dell'approdo fatto costruire per il Convitto Nautico, è presente una grotta nella parete tufacea usata all'epoca come rimessa per le barche. Si tratta di una delle cavità marine più ampie della Penisola sorrentina, che la tradizione locale attribuisce a Polifemo.
La grotta e la spiaggetta antistante è usata dall'albergo, nei secoli XX e XXI, come accesso al mare.